# Route nationale 21 (France)
Pour les articles homonymes, voir N21 et Route nationale 21.
La route nationale 21 (RN 21 ou N 21) est une route nationale française reliant Limoges à la commune de Lourdes. À sa création, sa dénomination officielle était route nationale 21, de Paris à Barèges.
Avant la réforme de 1972, elle allait jusqu'à Gavarnie, date à laquelle elle fut limitée à Argelès-Gazost.
Depuis 2006, la section Lourdes - Argelès-Gazost, en 2×2 voies, a été transférée au département des Hautes-Pyrénées. Hormis cette dernière section, la route est maintenue dans le réseau routier national.
Sa mise intégrale en 2×2 voies est un projet ancien, relancé en 2013.

## Histoire
En juillet 2021, l’État s'engage à débourser plusieurs millions d'euros pour que la RN 21 emprunte un nouveau pont sur la Garonne délestant Agen par l'ouest,.
La loi no 2022-217 du 21 février 2022 prévoit le transfert des routes nationales aux collectivités volontaires. La nationale 21 sera transférée au 1er janvier 2024 au département du Gers sur son territoire (de Villecomtal-sur-Arros à Sempesserre).
La RN21 restera sur le réseau routier national sur le reste de son tracé (de Limoges à Sempesserre et de Villecomtal-sur-Arros à Lourdes) :
- De Limoges à Sempesserre, elle est connectée à trois autoroutes ;
- de Villecomtal-sur-Arros à Lourdes, elle est connectée à une autoroute.

En 2024 et 2025, des travaux sont effectués en Lot-et-Garonne : deux kilomètres de routes 2 × 2 voies sont construits au nord d'Agen pour 17 millions d'euros.

## De Limoges à Agen

### De Limoges à Bergerac

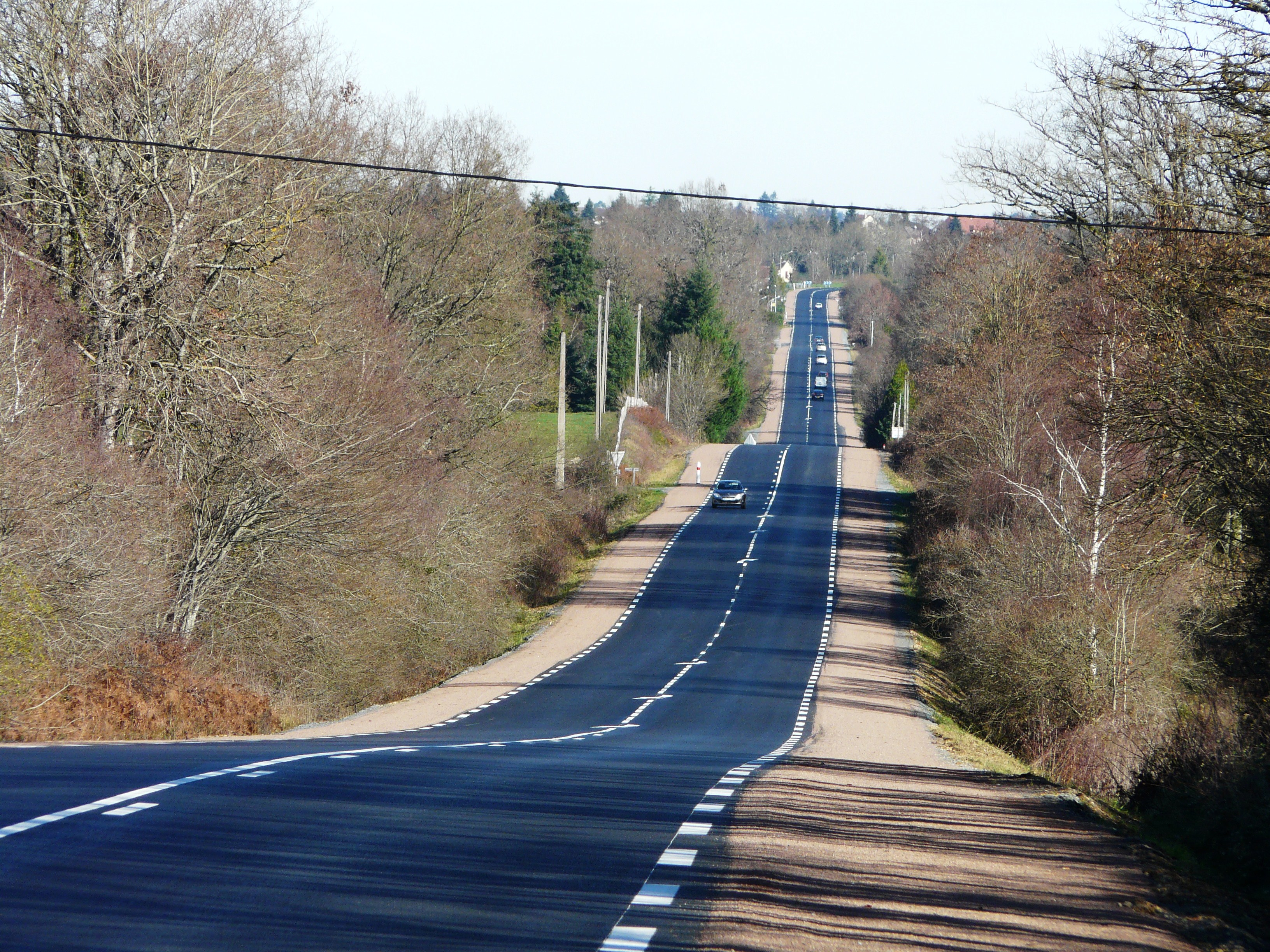
La route nationale 21 au nord de Mavaleix, entre La Coquille et Thiviers.

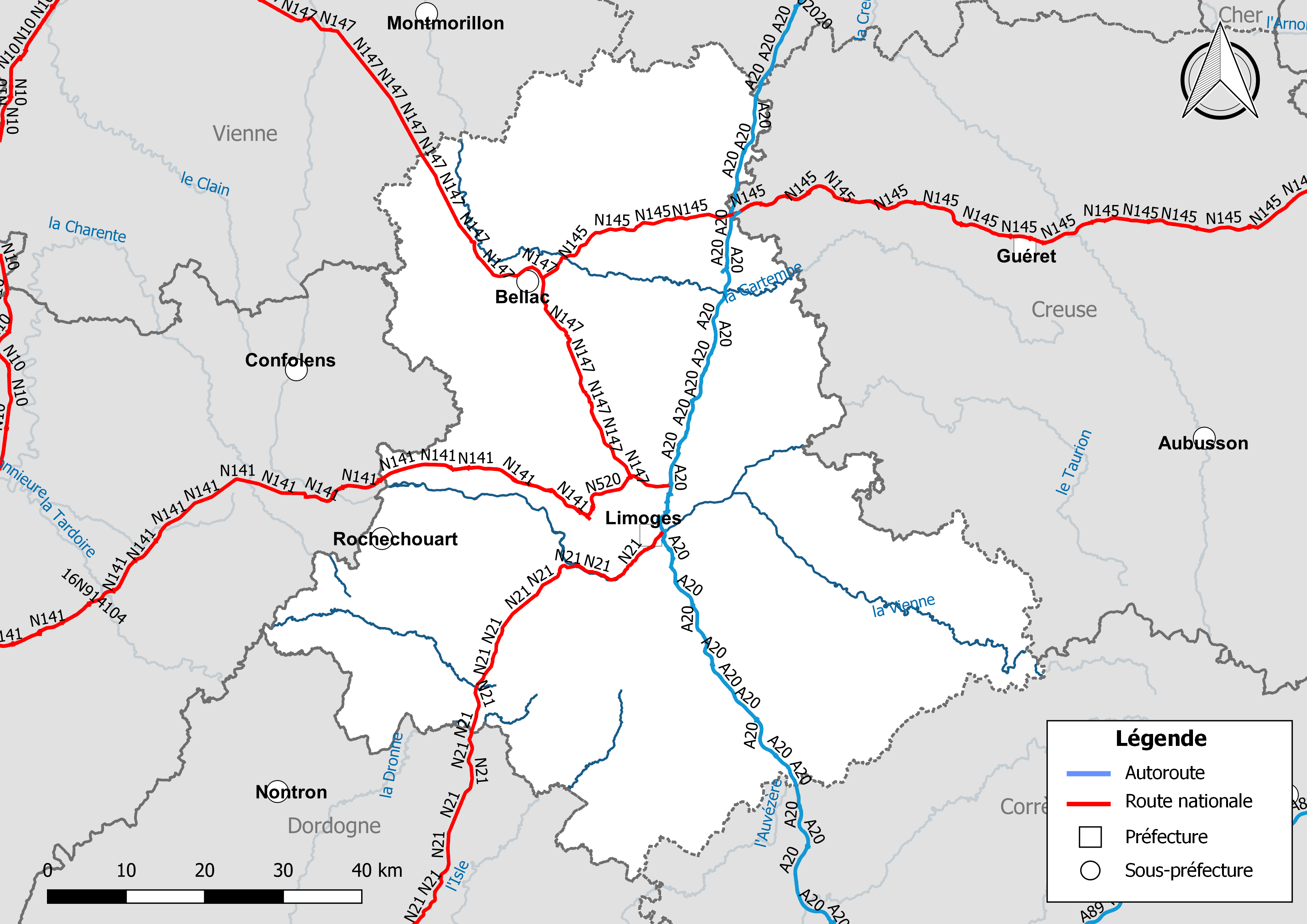
La route nationale 21 à son extrémité nord, dans la Haute-Vienne, connectée à l'autoroute A20.

- Limoges, carrefour du Clos Moreau (km 0)
- Aixe-sur-Vienne (km 11)
- Séreilhac (km 18)
- Châlus (km 33)
- Firbeix (km 39)
- La Coquille (km 46)
- Thiviers (km 61)
- Sorges (km 75)
- Antonne-et-Trigonant (km 89)
- Trélissac (km 93)
- Périgueux (km 98) (RD 6021)
- Campsegret (km 132)
- Lembras (km 139)
- Bergerac (km 145)

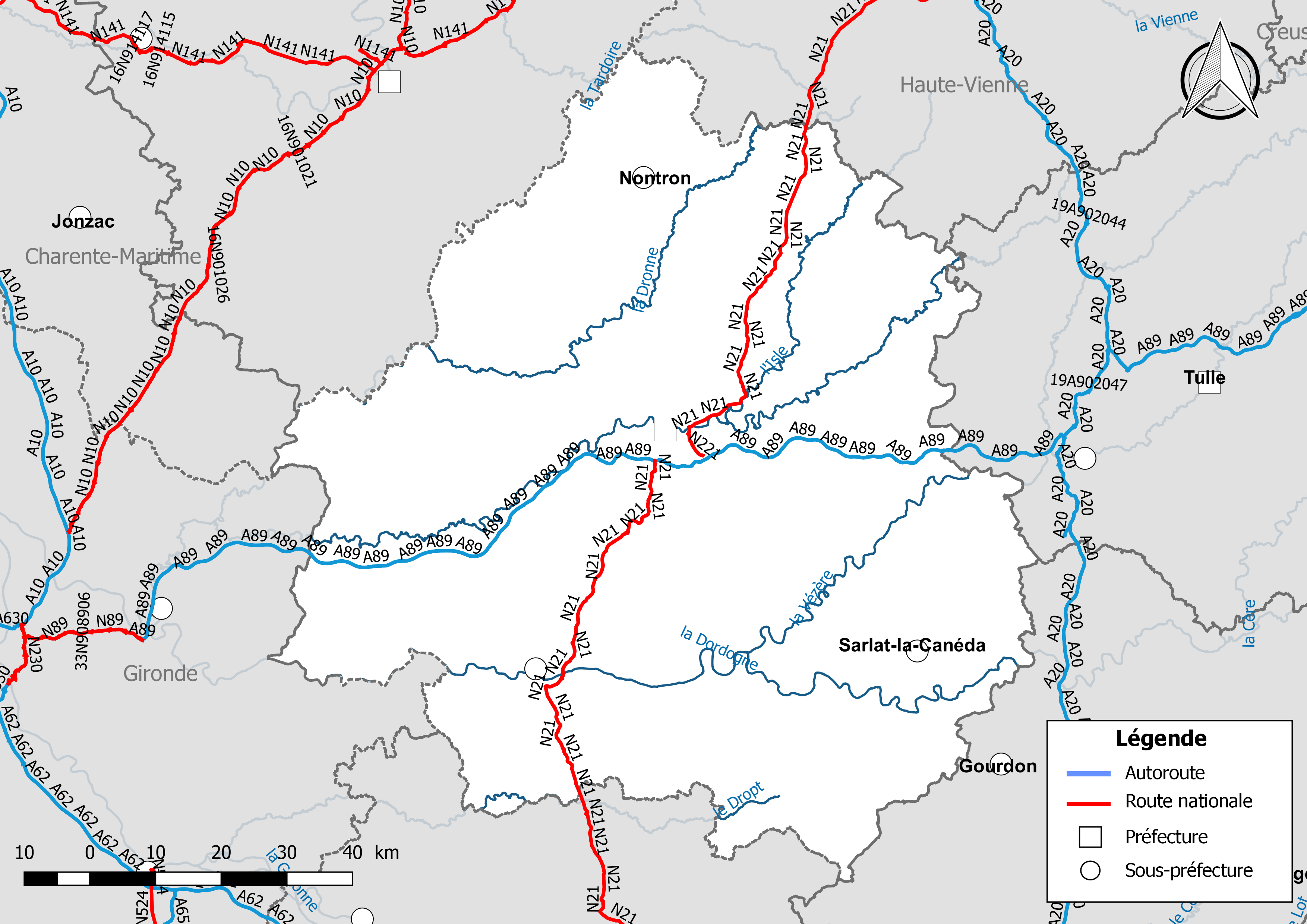
La route nationale 21 en rouge dans la Dordogne, connectée à l'autoroute A89.

Périgueux est contournée par l'est par la RN 221 et l'autoroute A89, et le tronçon traversant la ville (depuis le rond-point de la Feuilleraie à Trélissac jusqu'au rond-point de l'échangeur autoroutier no 15 « Périgueux-Centre ») ne fait plus partie du réseau national ; il porte désormais le nom de route départementale 6021.
Le contournement de Bergerac, en chantier, a été retardé pendant quelques mois au printemps 2008 à la suite de la découverte d'une plante protégée, le pigamon jaune. Le Conseil national de la protection de la nature a finalement émis un avis favorable pour la reprise des travaux qui, compte tenu des terrains gorgés d'eau, n'ont repris qu'en 2009. Cette déviation a été inaugurée le 18 mai 2010. L'ancien tronçon de la RN 21 entre le giratoire de la Ribeyrie à Lembras et celui de Lespinassat à Bergerac a ensuite pris le nom de route départementale 936E1.

### De Bergerac à Agen
- Bergerac (km 145)
- Bouniagues (km 157)
- Plaisance (km 165)
- Castillonnès (km 171)
- Lougratte (km 183)
- Cancon (km 185)
- Castelnaud-de-Gratecambe (km 192)
- Villeneuve-sur-Lot (km 208)
- Saint-Antoine-de-Ficalba (km 216)
- La Croix-Blanche (km 222)
- Agen (km 235)

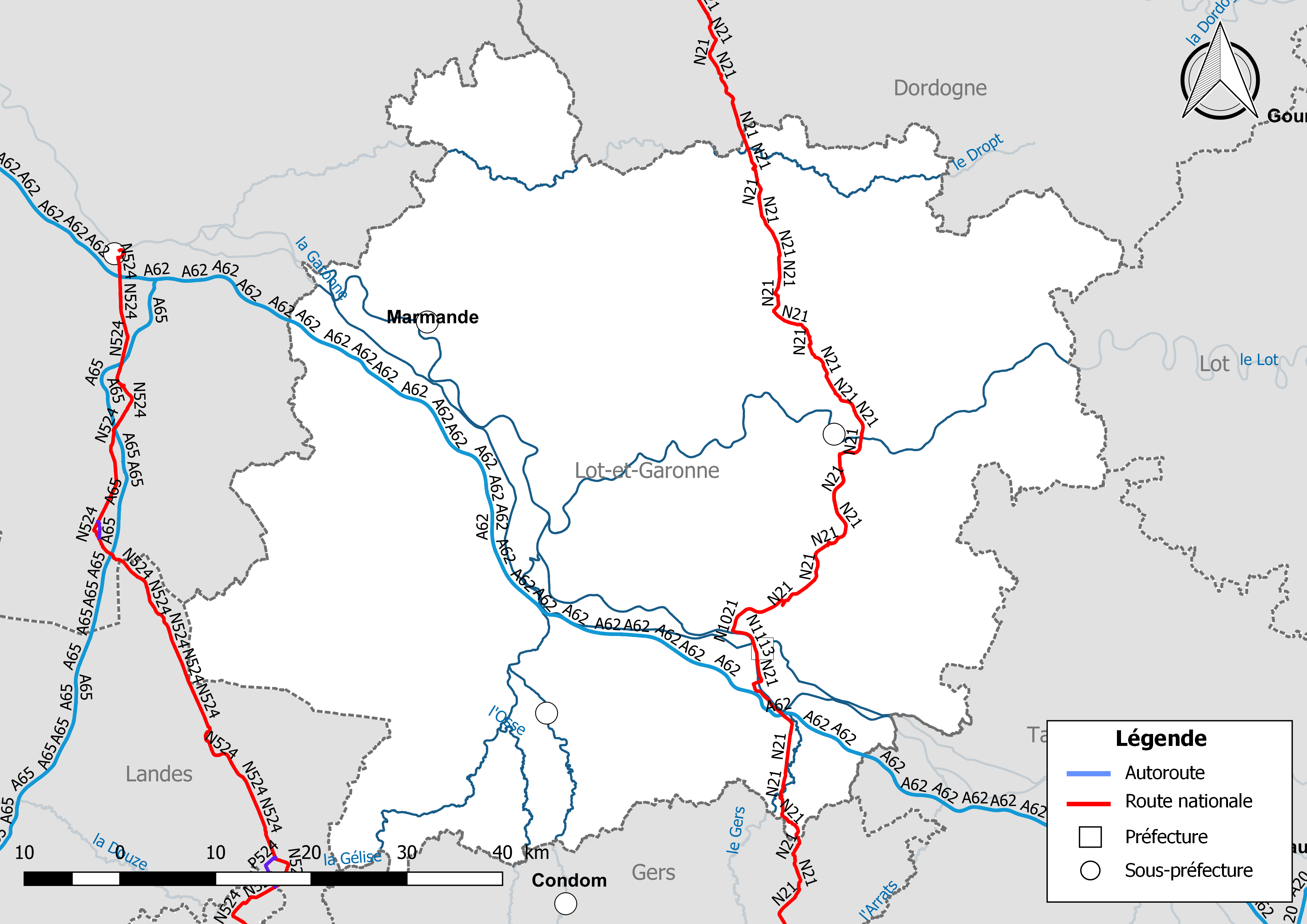
La route nationale 21 en rouge en Lot-et-Garonne, connectée à l'autoroute A62.

Depuis 2005, une nouvelle déviation relie la RN 21 près de Foulayronnes à l'ex-RN 113 près de Colayrac-Saint-Cirq. Cette route est numérotée N 1021. Elle se prolonge jusqu'à Agen par un doublement de l'ex-RN 113 établi le long de la Garonne (RN 1113). C'est ce dernier itinéraire qui est maintenu dans le réseau routier national.

## D’Agen à Argelès-Gazost

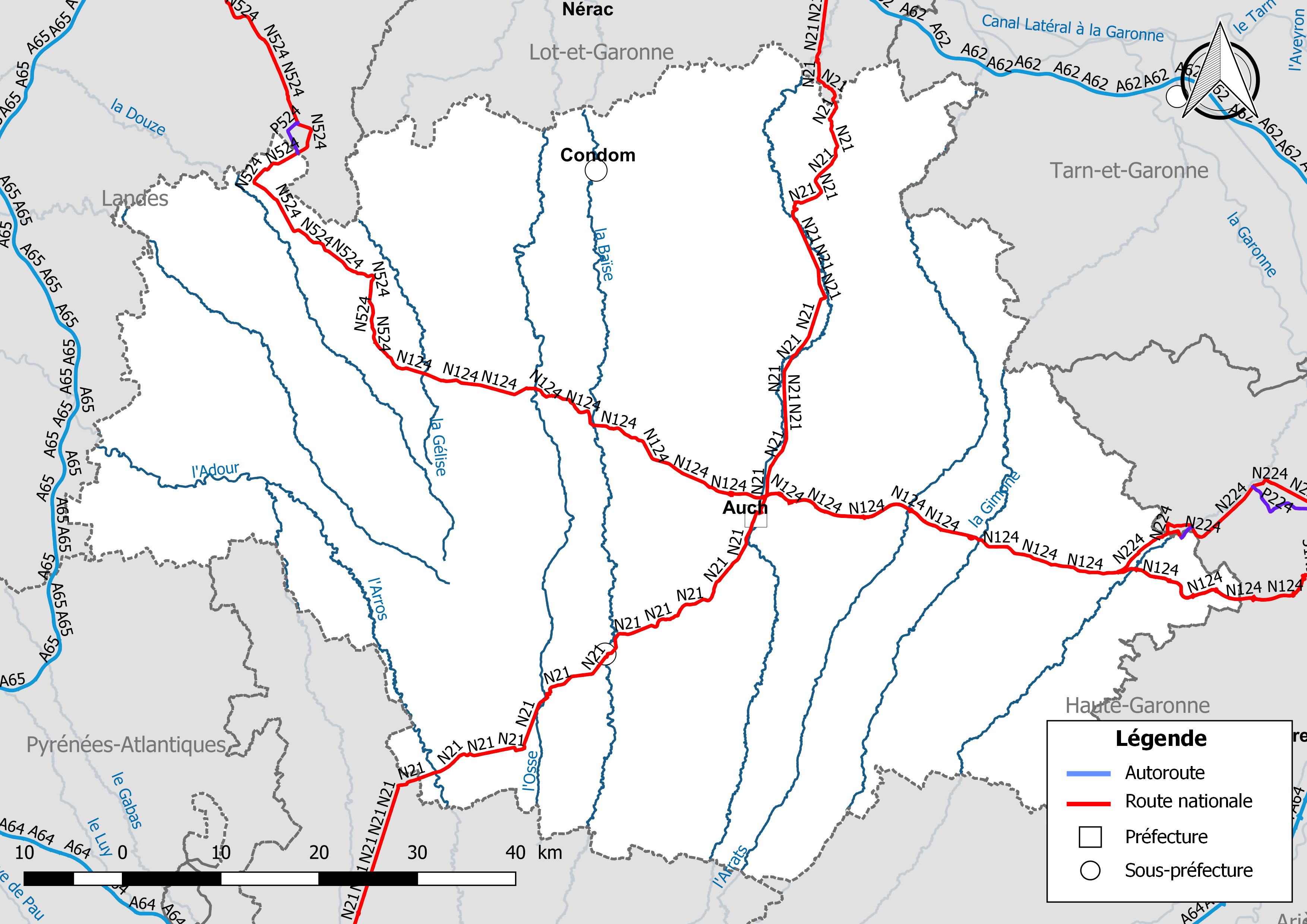
La route nationale 21 en rouge dans le Gers, connectée à la N124.

### D’Agen à Tarbes

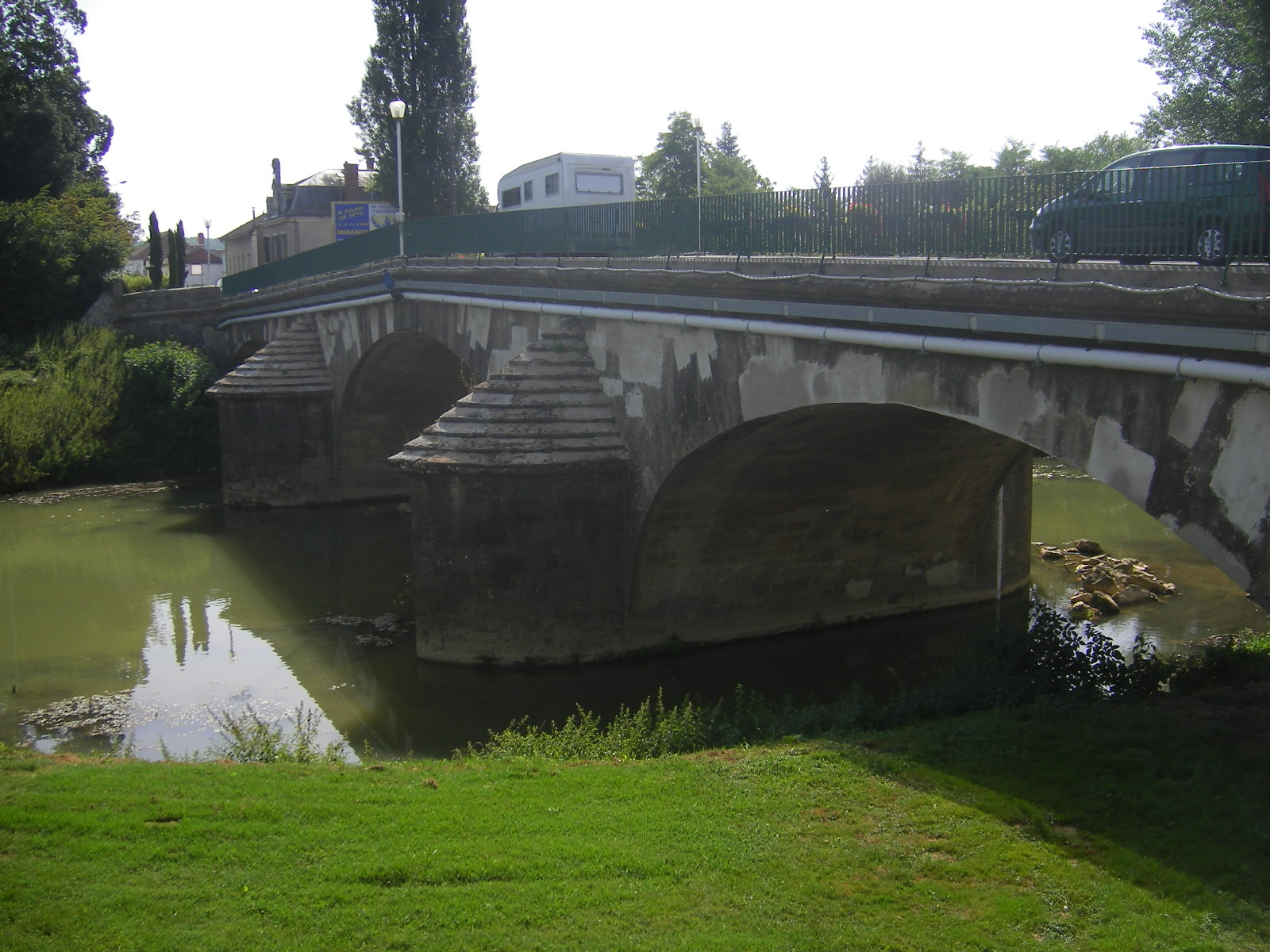
La RN 21 franchit l'Arros à Villecomtal-sur-Arros.

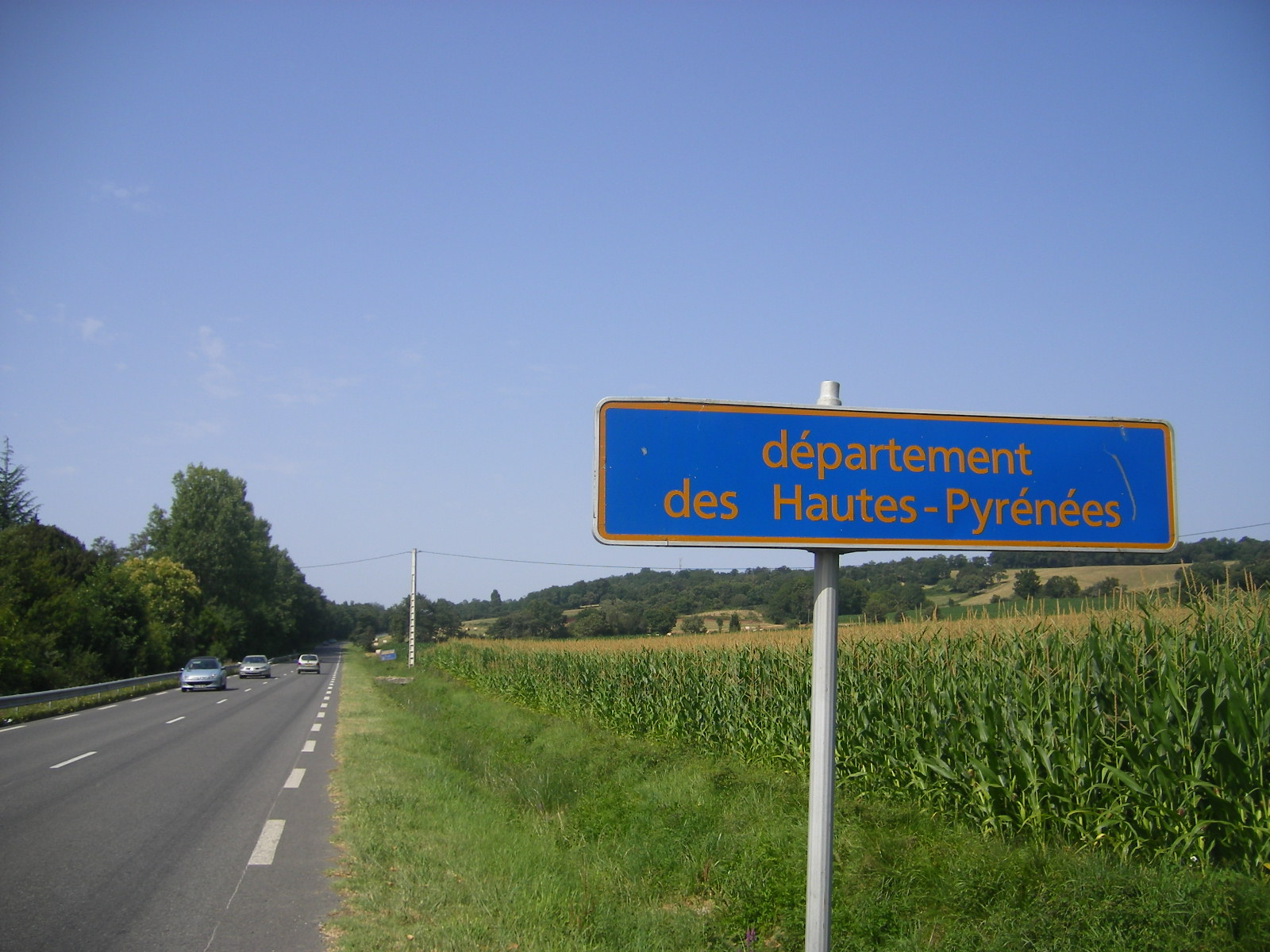
La RN 21 entre Villecomtal-sur-Arros et Rabastens-de-Bigorre.

- Agen (km 235)
- Layrac (km 247)
- Astaffort (km 255)
- Sainte-Mère (km 263)
- Lectoure (km 274)
- Fleurance (km 284)
- Montestruc-sur-Gers (km 291)
- Auch (km 309)
- Mirande (km 334)
- Miélan (km 346)
- Laguian-Mazous (km 351)
- Villecomtal-sur-Arros (km 356)

- Rabastens-de-Bigorre (km 361)
- Tarbes (km 382)

### De Tarbes à Argelès-Gazost
- Tarbes (km 382)
- Juillan (km 394)
- Adé (km 399)
- Lourdes (km 404)
- Argelès-Gazost (km 416)

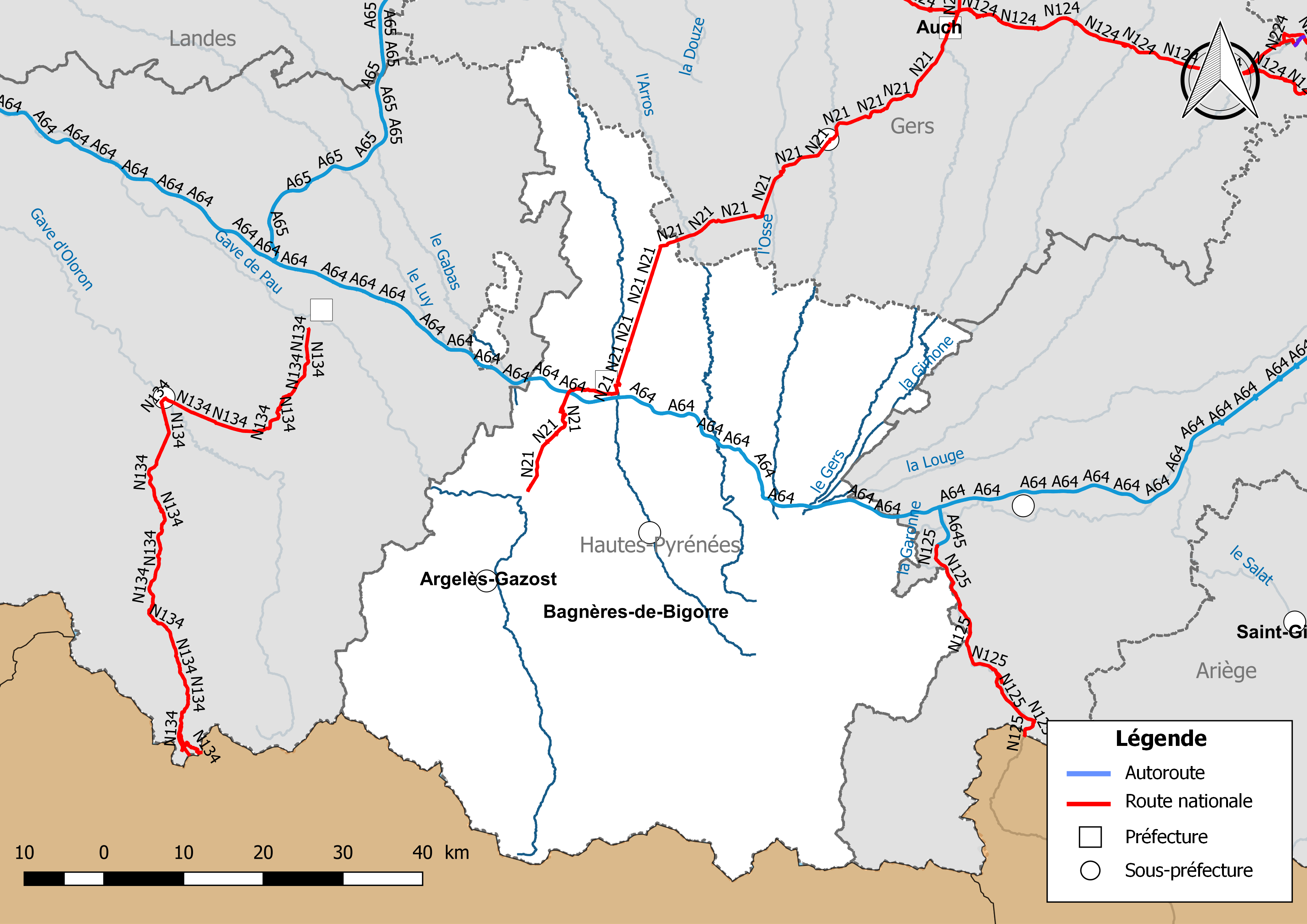
La route nationale 21 en rouge dans les Hautes-Pyrénées, connectée à l'autoroute A64.

Plusieurs modifications de tracé intervinrent entre Tarbes et Argelès-Gazost. Tout d'abord, un tracé évitant un long secteur urbain fut établi entre Tarbes et Louey dans les années 1980, favorisant la desserte des vallées bigourdanes et l'aéroport de Tarbes.
Depuis quelques années, une nouvelle route a été créée (RD 821) entre Lourdes et Argelès-Gazost. Elle est  en 2×2 voies et contourne là aussi un long secteur urbanisé constitué par les localités d'Agos-Vidalos et d'Ayzac-Ost. Cette rocade se prolonge par un itinéraire qui permet de continuer directement sur Luz-Saint-Sauveur, Gavarnie et Barèges en contournant Argelès-Gazost et Pierrefitte-Nestalas sur la rive droite du Gave de Pau. Le tronçon de Lourdes à Argelès-Gazost a été retranché du réseau routier national en 2006 et déclassé en RD 921b. Depuis octobre 2012, le tronçon entre Tarbes et Lourdes est lui partiellement en 2x2 voies. Toutefois, les travaux se sont arrêtés à la zone industrielle du Toulicou sur la commune de Louey malgré le pont-rail sous la voie ferrée Tarbes-Lourdes terminé depuis début 2015. La fin des travaux entre la zone du Toulicou et l'entrée de Lourdes était prévue à la base pour 2016, mais est repoussée à 2027, à la suite de la découverte d'amiante nature sur le secteur de Saux et d'Adé. Les travaux doivent démarrer en 2026 afin de réaliser le contournement d'Adé, afin de réaliser la 2×2 voies entre Argelès-Gazost et Tarbes.

### Ancien tracé d'Argelès-Gazost à Gavarnie (RD 921)
- Argelès-Gazost (km 416)
- Pierrefitte-Nestalas (km 422)
- Soulom (km 423)
- Luz-Saint-Sauveur (km 435) (Route des gorges de Luz)
- Gèdre (km 446)
- Gavarnie (km 454)

Le tronçon reste dans la vallée du gave de Gavarnie entre Pierrefitte-Nestalas et Gavarnie. La fin de la route se situe au village de Gavarnie à l'entrée du site du cirque de Gavarnie. 
Une autre route, la RD 923, part de Gavarnie via la RD 128 pour atteindre la station de ski Gavarnie-Gèdre et le col de Tentes. La route avait été réalisée jusqu'au port de Boucharo en 1969 dans le but de créer une nouvelle voie transfrontalière, mais la partie espagnole n'a jamais été construite. En 1999, le tronçon entre le col de Tentes et le port de Boucharo est fermé à la suite du classement au patrimoine mondial de l'UNESCO du massif du Mont Perdu. La route a une vocation touristique, offrant un accès facile vers la frontière espagnole et la brèche de Roland.

## Galerie de photos

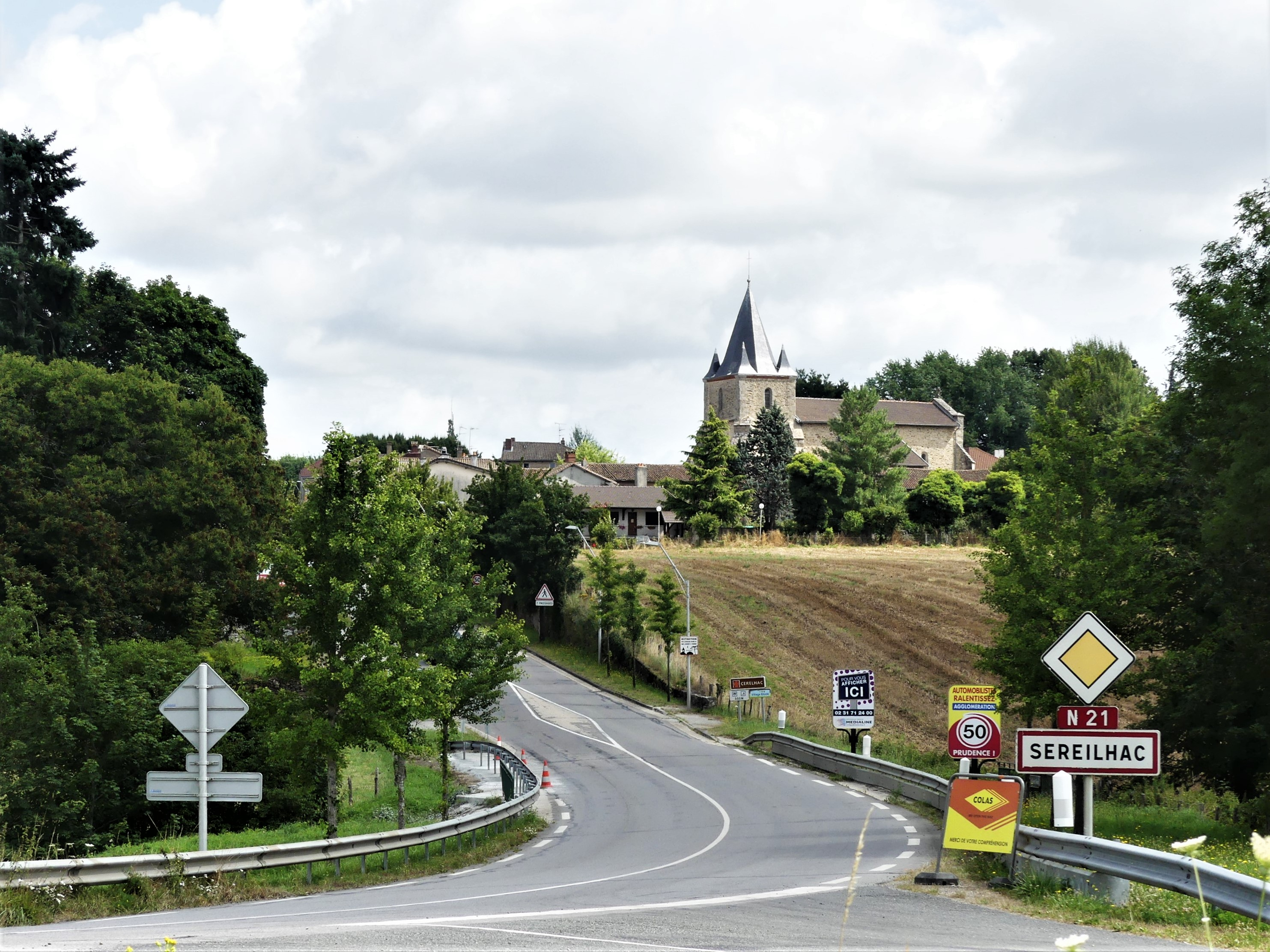
L'entrée sud-ouest de Séreilhac, en Haute-Vienne.
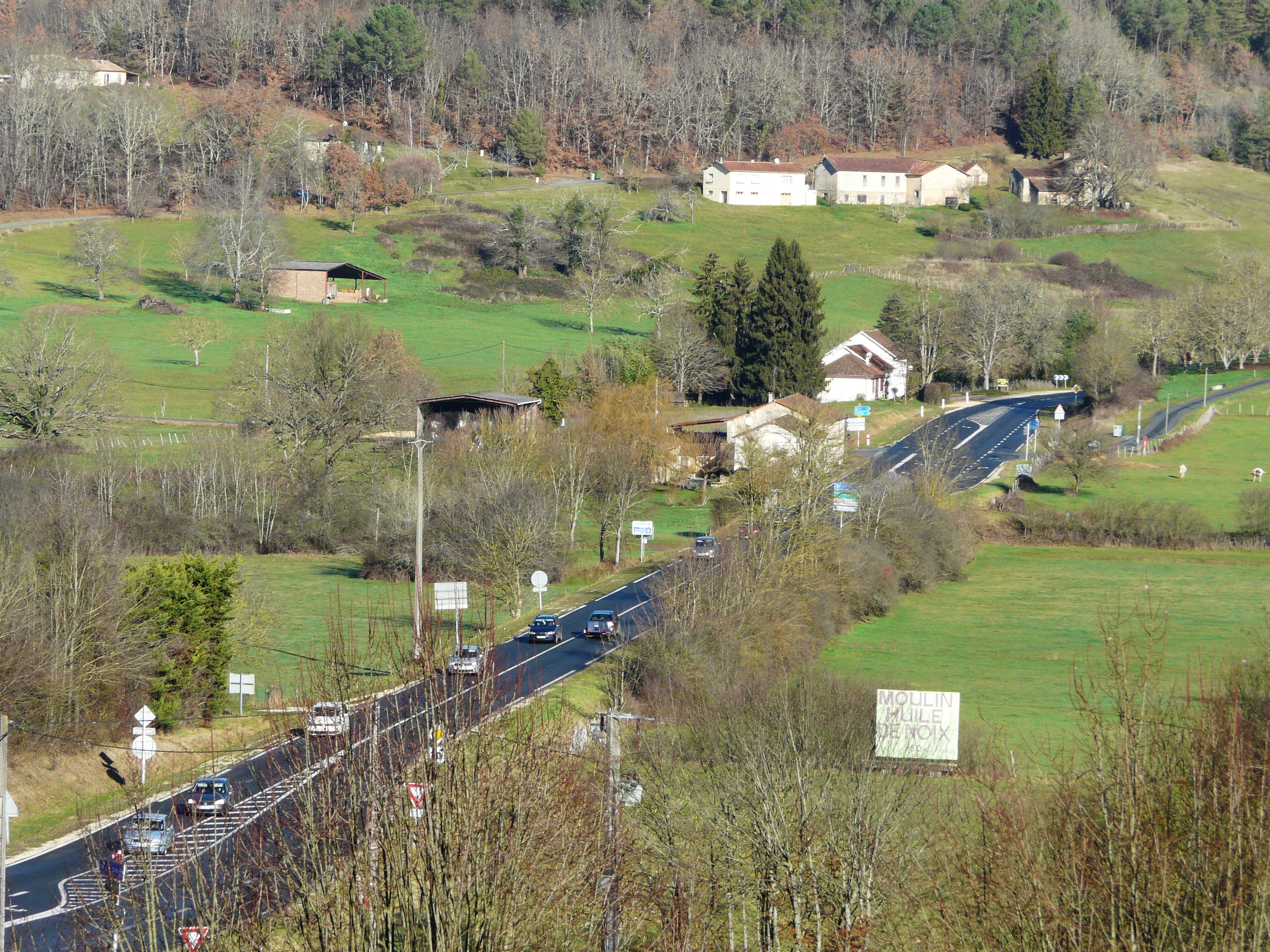
la RN 21 à Grun-Bordas, en Dordogne.
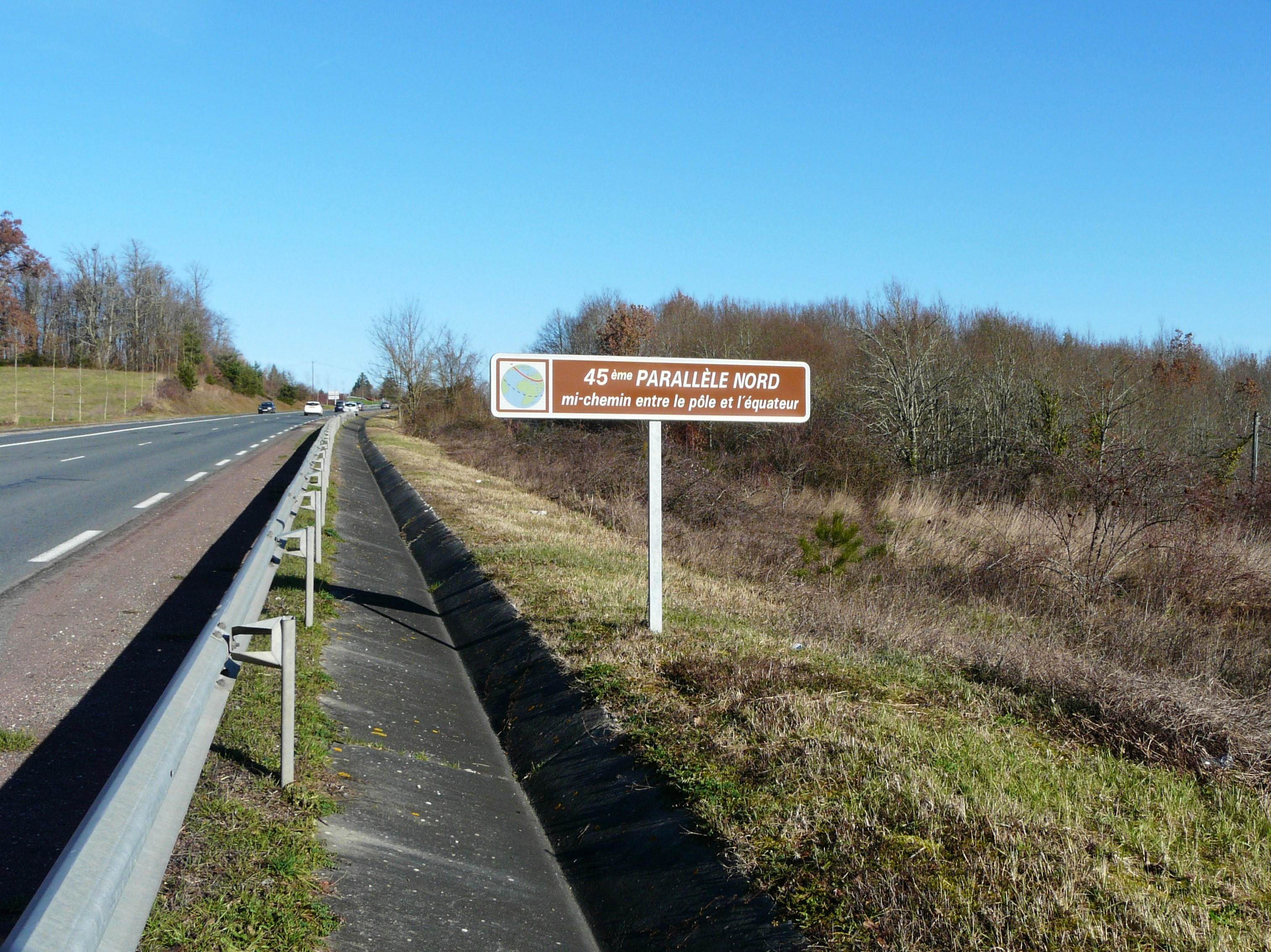
La RN 21 franchit le 45e parallèle nord à Douville.
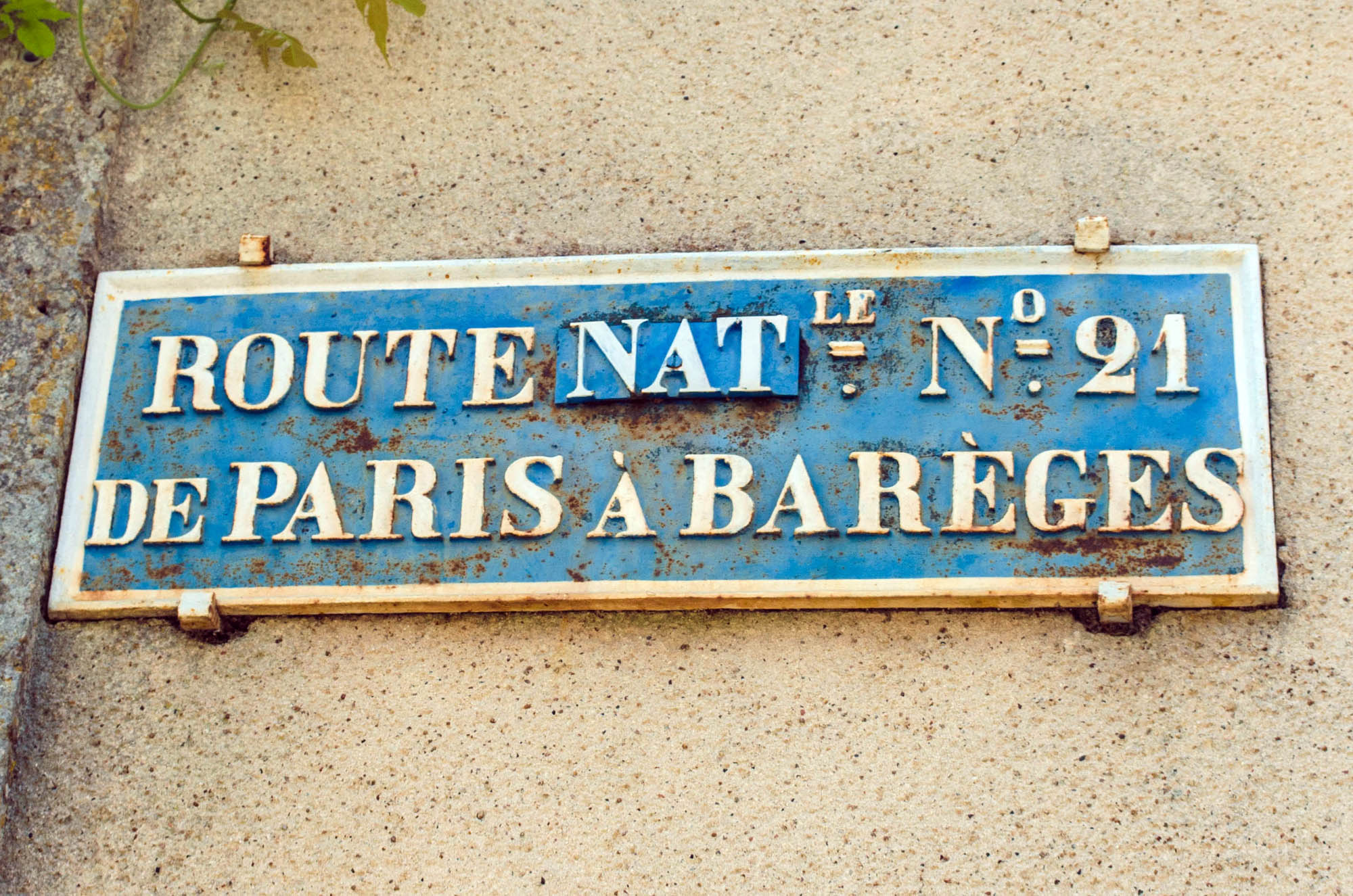
Lectoure (Gers), plaque de cocher (XIXe siècle) sur la RN 21. Les lettres NAT ont été rajoutées sur une précédente inscription ROY (royale) ou IMP (impériale).
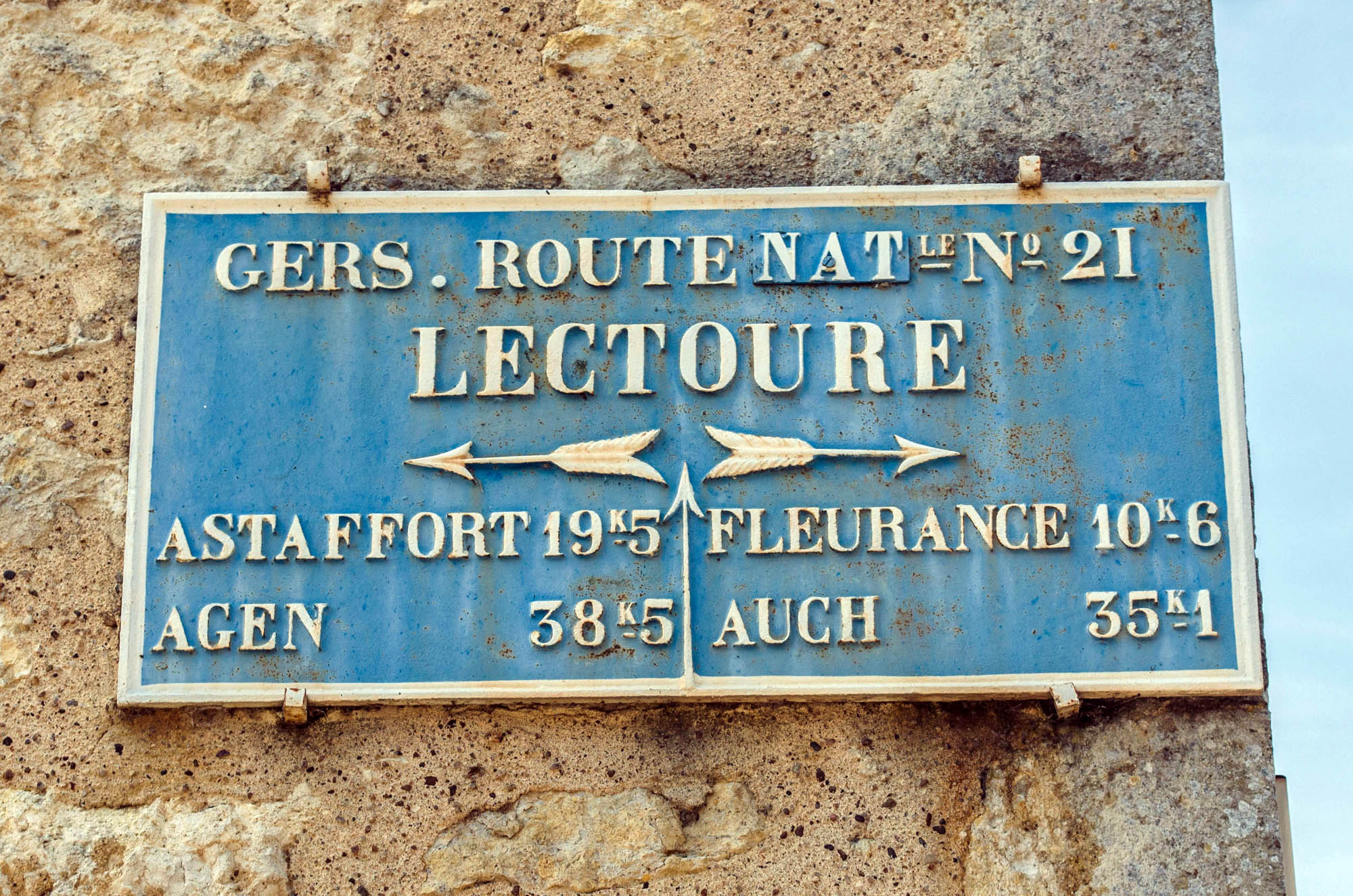
Idem.